# Gottlieb Berendt
Gottlieb Berendt, född 4 januari 1836 i Berlin, död 27 januari 1920 i Schreiberhau, var en tysk geolog och professor.
Berendt studerade gruvvetenskap i Berlin och publicerade 1863 en avhandling om Mark Brandenburgs diluvialavlagringar, i vilken ingick den första geologiska kartan över detta område. Under de följande åren utförde han geologiska kartläggningsarbeten i Ost- och Västpreussen. År 1874 knöts han till Preussens geologiska undersökning, och var 1875–1911 professor vid Friedrich-Wilhelms-Universität i Berlin. Han publicerade en del geologiska avhandlingar, i synnerhet om området kring Berlin.